# IC 2129
IC 2129 је ознака објекта на координатама са ректансцензијом 5h 31m 16,1s и деклинацијом - 23° 3" 46'. Открио га је Луис Свифт, 1. децембра 1897. Каснијим посматрањима на том положају није уочен никакав астрономски објекат.